# هربرت هودسون
هربرت هودسون (23 مايو 1891 في المملكة المتحدة - 30 أبريل 1964 في المملكة المتحدة) (بالإنجليزية: Herbert Hodgson)‏ هو لاعب كريكت بريطاني (وحمل سابقاً جنسية المملكة المتحدة لبريطانيا العظمى وأيرلندا). لعب مع Cheshire County Cricket Club ‏ والمقاطعات الوطنية للكريكيت الإنجليزي والويلزي ‏.

## وصلات خارجية
- هربرت هودسون على موقع إي آس بي آن كريك إنفو (الإنجليزية)